# Емі Роуз
Емі Роуз (яп. エミー・ローズ, англ. Amy Rose) — персонаж відеоігор, мультфільмів і коміксів серії Sonic the Hedgehog, що випускається компанією Сеґа.
Емі — антропоморфна їжачиха, одержима головним героєм серії, Соніком, і навіть називає себе його дівчиною. З часів її появи у 1993 році у відеогрі Sonic the Hedgehog CD, намагається завоювати його серце у відеоіграх, мультфільмах, коміксах.